# Списък на уфолози
Тази статия представлява списък с известни уфолози от цял свят.

## Азия

### Китай
- Уанг Сичао

### Индонезия
- Дж. Салатун – Пионер в изследването и търсенето на НЛО в Индонезия
- Нур Агустинус – Директор на БЕТА НЛО (BETA UFO) – Индонезия

### Кувейт
- Санад Рашид (سند راشد) – Член на SETI

## Австралия и Океания

### Австралия
- Грег Тейлър

## Европа

### България
- Димитър Делян
- Мартин Делев – занимава се с уфология и астрономия в САЩ.
- Дарин Генчев Димов – любител уфолог.
- Юлия Генчева
- инж. Веселин Боянов – председател на „Мрежа на Обединените Български Уфолози“ и на клуб „Търсачи на алтернативни форми на живот“ - Добрич
- Иван С. Лазаров – КГПА „Мъдромер“, Българска Уфологична Мрежа (БУМ)[1]
- Николай Теллалов – Шаркан – Писател фантаст и уфолог
- проф. Стамен Стаменов[2]
- Ценко Симеонов[3]
- Петър Симеонов - автор на документални филми по темата

### Финландия
- Йохан Аф Гран – създател на документални филми за НЛО

### Франция
- Ив Силард – Директор на CNES,[4] 1976 – 1982

### Италия
- Джордано Бруно
- Енрико Бацарини
- Роберто Пиноти[5]
- Монсеньор Корадо Балдучи (1923 – 2008) – римо-католик и свещеник във Ватикан.

### Испания
- Икер Хименез Елизар

### Румъния
- Дору Девидовци (1945 – 1989) – писател по темата НЛО и извънземни цивилизации

### Русия
- Владимир Георгиевич Ажажа

### Швейцария
- Били Майер
- Ерих фон Деникен – писател на тематика за НЛО през историята на човека.[6]

### Великобритания
- Брус Баримор
- Джени Рандълс
- д-р Джордж Кинг (1919 – 1997) – Primary Terrestrial Mental Channel
- Тимати Гуд
- Ник Поуп
- Найджал Уотсън
- Елизабет Кларер (1910 – 1984)
- Майк Банов – (1988 – )

## Северна Америка

### Канада
- Дан Акройд
- Пол Хелер – Канадски политик
- Петър Милман

### САЩ
- Джером Кларк – Автор на книги, криптозоолог, уфолог и изследовател на паранормални явления.
- Джордж Адамски (1891 – 1965)
- Джозеф Алън Хайнек
- Грег Бишоп[7]
- Стантън Фрийдман
- Орфео Ангелучи
- Тед Блокер – Уфолог, но преди това е бил актьор и певец. През 1980 започва проучвания на НЛО феномена.
- Арт Бел
- Бъд Хопкинс

### Мексико
- Джейми Маусан – мексикански журналист и уфолог.

## Южна Америка

### Еквадор
- д-р Карол Росин[8]